# 司徒乔

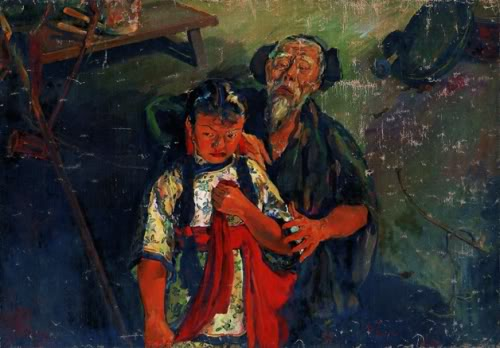
司徒乔1940年的画作《放下你的鞭子》

司徒乔（1902年—1958年2月16日），廣東開平縣赤坎鎮塘邊村人，现代画家，擅长油画、水彩画，是20世紀上半葉中國寫實主義油畫最具代表的畫家之一。早年受到魯迅賞識，还为鲁迅作过肖像。後留學法國，繪製《流民圖》等畫作影響深遠。

## 生平
12歲隨父到廣州嶺南大學附小讀書，後升讀嶺南大學文學院，當時與冼星海、日本著名詩人草野心平等是同窗。1924年轉進北京燕京大學神學院學習。参加过各种带有左派色彩的活动，曾任“白十字架团”团长。后去上海、北京谋生，1928年底在萬國美術會幫助下，前往法國巴黎，跟隨法國寫實派大師比魯習畫。
1931年5月返回廣州，入嶺南大學教授西洋畫。抗日戰爭時期流亡到東南亞一帶，後深入新疆等地寫生。1946年因病和夫人一起去美國治療。
中共建政後1950年10月，赴京參加全國政協會議，並受聘任中央美術學院教授，同時參加了革命歷史博物館的籌建。
司徒喬在1958年2月16日舊病復發，在北京香山自己的畫室裡溘然逝世。

## 家世
司徒的家族在20世紀以來，除司徒喬還有司徒傑（胞弟）、司徒奇（表弟），在油畫、水墨畫、雕塑等方面各成一家，是“一門三傑”的藝術名家。司徒傑是在西方現代雕塑和中國傳統雕塑之間融合探索，創造了獨樹一幟的雕塑風格，影響了隋建國、展望等具影響力的觀念雕塑家。而司徒奇早年曾在廣州創辦烈風美術學院，嶺南派大師黎雄才也曾拜其為師學習素描，而司徒奇後又拜師于高劍父，被譽為「嶺南五老」之一。
妻為馮伊湄女士，其蜜月旅行時經過上海曾在良友出版社合影留念。